# Langues agew
Cet article concerne les langues agew. Pour les peuples agew, voir Agew.
Les langues agew appartiennent au groupe central des langues couchitiques, elles-mêmes cousines des langues sémitiques au sein du groupe des langues afro-asiatiques. Elles sont historiquement parlées dans les hautes terres de l'Éthiopie du Nord, en particulier autour du lac Tana (province de Bégemder) et dans le Tigré.
Autrefois dominantes dans ces régions, elles ne sont plus parlées que par de petits groupes résiduels. Elles ont été largement recouvertes par le développement de l'amharique et dans une moindre mesure du tigrinya (des langues sémitiques), qu'elles ont influencées.

## Principaux sous-groupes
Il existe quatre sous-groupes, englobant cinq langues décrites.
- L'agew du Nord comprend une langue, celle des Bilen, le bilen, autour de Keren, en Érythrée.
- L'agew de l'Ouest comprend une langue, celle des Qemant ou qimant ou kamante, le Qemant, autour de Gondar, en Éthiopie. Il existe une variante, le Quarenia, ou le Qwara (en) ou Falasha (ce nom est utilisé dans d'anciennes sources, comme le rapport de 1769 de l’explorateur écossais James Bruce), parlé par les Falashas (juifs d'Éthiopie) de la région de Quara ou Qwara, située dans le Gondar, entre le lac Tana et la frontière Soudanaise.
- L'agew de l'Est comprend une langue, le xamtanga (en), autour de Sekota, en Éthiopie du Nord.
- L'agew du Sud comprend deux langues, celle des Awngi, le awngi, autour de Dangila et le kunfal (en), toutes les deux en Éthiopie.